# Имлес
Имлес — озеро в Пышлицком сельском поселении Шатурского района Московской области, в двух километрах восточнее деревни Коренец.
Одно из Клепиковских озёр, находится между Святым и Дубовым озёрами.
Является пойменным разливом реки Пры.

## Физико-географическая характеристика
Площадь — 3 км² (308 га), длина — около 2300 м, ширина — около 1200 м. Для озера характерны отлогие, низкие берега.
Глубина — 1-3 м, максимальная глубина достигает 3 м. Дно песчаное, покрыто илом. Вода полупрозрачная, торфяная с коричневой окраской. Видимость до 40 см.
Среди водной растительности распространены камыш, жёсткий тростник, стрелолист, ряска, элодея, телорез, рдесты; встречаются: кубышка, кувшинка, осоки, рогоз, земноводная гречиха, канадский рис, водокрас лягушачий, водяной хвощ, реже — сабельник, частуха подорожниковая. В озере обитают щука, окунь, ёрш, вьюн, карась, плотва, налим, линь, густера, лещ, редко попадается уклея. Встречаются ондатра, бобр, водяная крыса.
Озеро используется для рыболовства и охоты на перелётных птиц. Вместе с озером Дубовым образует государственный комплексный заказник «Озёра Имлес и Дубовое».